# Hertuger af Sønderborg
De sønderborgske hertughuse var en række sidelinjer af Huset Oldenburg, som nedstammede fra hertug Hans den yngre af Sønderborg, der var en yngre søn af Christian 3. af Danmark. Hertughusene besad ingen egentlige territorialhertugdømmer men besad en række personbundne herskabsområder i hertugdømmerne Slesvig (et dansk len) og Holsten (et tysk-romersk len).
Fra Hans den Yngres død i 1622 og frem til 1931 var titlen hertug af Sønderborg delt mellem mange forskellige. Fra 1931 tilhører titlen overhovedet for det glücksborgske hertughus. Siden 1863 tilhører den det danske kongehus og en række andre europæiske kongehuse, som er sidegrene til det glücksborgske hus.

## Sekundogenitur
De sønderborgske hertugdømmer havde status som afdelte eller udskiftede hertugdømmer, dvs., at de var sekundogeniturer under det Danske Monarki.

## De sønderborgske delinger
Ved Hans den Yngres død i 1622 blev linjerne Ærø, Nordborg, Glücksborg og Plön udskiftet fra Sønderborg. Efter at Alexander af Sønderborg døde i 1627, opstod de titulære linjer Franzhagen, Augustenborg, Sønderborg-Beck, Wiesenburg og den katolske linje. I 1671 blev Rethwisch udskilt fra Plön.
Efterhånden som de sønderborgske linjer uddøde, eller som hertugerne gik fallit, blev de små del-hertugdømmer i hertugdømmerne Slesvig og Holsten indløst af det Danske Monarki.

## Udskiftede hertugdømmer

### Hertuger af Slesvig-Holsten-Sønderborg
- 1544-1559: Christian 3. af Danmark
- 1559-1588: Frederik 2. af Danmark
- 1559-1622: Hans den Yngre af Sønderborg
- 1622-1627: Alexander af Sønderborg
- 1627-1653: Hans Christian af Sønderborg
- 1653-1667: Christian Adolf af Sønderborg

Efter at Christian 3. var død, afløste Hans den Yngre gradvis sin broder Frederik 2. som herre af Sønderborg og Plön. Kong Frederik var regerende herre, mens hertug Hans blev udskiftet (afdelt) herre.
Hans fik titlerne hertug af Sønderborg og hertug af Plön i 1564. Han overtog administrationen af Sønderborgs bøndergods i 1571, mens forleningen af Sønderborg fandt sted ved en ceremoni på Fyn i 1580. I resten af sit liv kæmpede Hans forgæves for at blive anerkendt som slesvigsk medhertug. Landdagen (stænderne) nægtede ham anerkendelsen, mens de to regerende hertuger (hertugen af Gottorp og den danske konge) var passive.
I Christian Adolfs tid erklærede kongen lenet for forbrudt og hjemfaldet til kronen. Grunden var, at hertugen imod lensretten havde pantsat dele af sine rettigheder. Da hertugen nægtede at give op, lod statholderen Frederik Ahlefeldt i 1667 porten til Sønderborg Slot bryde op, hvorefter militæret besatte slottet. Den senere storkansler Frederik Ahlefeldt boede dengang på det nærliggende Gråsten Slot.
Den danske konge bevilgede den afsatte hertug og hans farbrødre livsvarige årpenge. I 1676 giftede Christian Adolf sig med prinsesse Eleonore Charlotte af Sachsen-Lauenburg, og familien slog sig ned i Franzhagen i Lauenburg. Derefter blev Christian Adolf titulær hertug af Franzhagen.

### Hertug af Ærø
- 1622-1633: Christian

Efter Christians død blev Ærø delt mellem Nordborg, Sønderborg, Glücksborg og Plön.

### Hertuger af Glücksborg (ældre linje)
- 1622-1663: Philip
- 1663-1698: Christian
- 1698-1729: Philip Ernst
- 1729-1766: Frederik
- 1766-1779: Frederik Henrik Vilhelm
- 1769-1824: Anna Karoline af Nassau-Saarbrücken (hertuginde)

Anna Karoline blev først gift med Frederik Henrik Vilhelm af Glücksborg. I 1782-1809 var hun gift med hertug Frederik Carl Ferdinand af Braunschweig-Lüneburg-Bevern. Brylluppet med hertugen af Braunschweig-Lüneburg-Bevern fandt sted på Lyksborg Slot, og hertugen døde i Lyksborg i 1809.

### Hertuger af Nordborg (ældre linje)
- 1622-1624: Hans Adolf
- 1624-1658: Frederik
- 1658-1669: Hans Bugislav

Hans Bugislav gik fallit i 1669, og kongen overtog Nordborg. Ernst Leopold, der døde i 1722, var den sidste prins af den ældre nordborgske linje. Han var sønnesøn af hertug Frederik og brorsøn af Hans Bugislav.

### Hertuger af Nordborg (yngre linje)
- 1676-1699: August
- 1699-1722: Joachim Frederik
- 1722-1761: Frederik Carl von Carlstein
- 1730-1779: Christine Ermegaard Reventlow (hertuginde)

August var en yngre søn af hertug Joachim Ernst. Hertugen af Plön havde fået arveret til grevskaberne Oldenburg og Delmenhorst i 1674. Den danske konge afkøbte ham denne arveret ved at overlade Nordborg til August af Plön. I 1706 blev Nordborg og Plön forenet under Joakim Frederik.

### Hertuger af Plön
- 1622-1671: Joachim Ernst
- 1671-1704: Johan Adolf
- 1704-1706: Leopold August
- 1706-1722: Joachim Frederik
- 1722-1761: Frederik Carl von Carlstein

Det sidste hertugpar af Plön og Nordborg havde fire døtre, men ingen sønner. Efter den sidste hertugs død i 1761 tilfaldt Plön og Nordborg den danske konge.

### Hertuger af Rethwisch
- 1622-1671: Joachim Ernst I
- 1671-1700: Joachim Ernst II
- 1700-1729: Johann Ernst Ferdinand

I Joachim Ernst I’s tid var Rethwisch en del af Plön. Derefter blev Rethwisch et særskilt hertugdømme.

## Titulære hertuger

### Titulære hertuger af Slesvig-Holsten-Sønderborg-Franzhagen
- 1627-1653: Hans Christian af Sønderborg
- 1653-1702: Christian Adolf af Sønderborg
- 1702-1707: Leopold Christian
- 1707-1708: Ludvig Karl

Selv om Christian Adolf reelt først bliver hertug af Franzhagen i 1676, er både han selv og hans far (Hans Christian) alligevel opført som hertuger af Franzhagen FØR 1676 i flere oversigter. Hans Christians yngre brødre blev titulære hertuger efter Alexander af Sønderborgs død i 1627. Ved at opføre Hans Christian som hertug af Franzhagen fra dette år ligestilles han med sine brødre.

### Titulære hertuger af Slesvig-Holsten-Sønderborg-Augustenborg
- 1627-1689: Ernst Günther I
- 1689-1692: Frederik
- 1692-1731: Ernst August
- 1731-1754: Christian August I
- 1754-1794: Frederik Christian I
- 1794-1814: Frederik Christian II
- 1814-1869: Christian August II
- 1869-1880: Frederik (VIII) Christian August (Friedrich der achte)
- 1880-1921: Ernst Günther II
- 1921-1931: Albert John

### Titulære hertuger af Slesvig-Holsten-Sønderborg-Beck
- 1627-1675: August 1. Philipp (1. generation)
- 1675-1689: August 2. (søn) (2. generation)
- 1689-1719: Frederik Vilhelm I (søn) (3. generation)
- 1719-1728: Frederik Ludvig (farbror) (2. generation)
- 1728-1749: Frederik Vilhelm II (søn) (3. generation)
- 1749-1757: Frederik Vilhelm III (søn) (4. generation)
- 1757-1774: Karl Ludvig (farbror) (3. generation)
- 1774-1775: Peter August (bror) (3. generation)
- prins Karl Anton August (1727-1759) (søn) (4. generation)
- 1775-1816: Frederik Carl Ludvig (søn af Karl Anton August, sønnesøn af Peter August) (5. generation)
- 1816-1825: Frederik Vilhelm (6. generation)

Haus Beck er et gods i Westfalen.
Efter deres bryllup i Oldenborg i 1604 flyttede Alexander af Sønderborg og hans hustru ind på Haus Beck i 1605. Deres efterkommene solgte godset i 1744.
I 1825 blev hertug Vilhelm af Beck udnævnt til titulær hertug af Glücksborg. En yngre søn af Vilhelm blev senere kong Christian 9. af Danmark.

### Titulære hertuger af Slesvig-Holsten-Sønderborg-Glücksborg (yngre linje)
- 1825-1831: Vilhelm
- 1831-1878: Carl
- 1878-1885: Frederik
- 1885-1934: Frederik Ferdinand
- 1934-1965: Vilhelm Frederik
- 1965-1980: Peter (egentlig: Friedrich Ernst Peter)
- 1980 – 2023: Christoph
- 2023 – nu: Friedrich Ferdinand

Carl (1831-1878) og Frederik (1878-1885) var ældre brødre til Christian 9.

### Titulære hertuger af Slesvig-Holsten-Sønderborg-Wiesenburg
- 1627-1689: Philip Ludvig
- 1689-1724: Frederik
- 1689-1711: Vilhelm Christian
- 1724-1744: Leopold

Wiesenburg ligger i delstaten Sachsen, tidligere kurfyrstendømme, nær Schneeberg sydvest for Chemnitz.

### Titulære hertuger af Slesvig-Holsten-Sønderborg (katolske linje)
- 1627-1667: Alexander Henrik 2. (far til Georg Christian Holstein).
- 1667-1702: Ferdinand Leopold
- 1702-1727: Alexander Rudolf